# Pauline Campanelli
Pauline Campanelli, de soltera Eblé (1943 – 2001) fue una artista estadounidense que se especializó en naturalezas muertas fotorrealistas. Su grabado más vendido, “Rose Berries”, vendió casi un millón de copias. Además de pintar, escribió libros sobre antiguos rituales precristianos.

## Biografía
Pauline Eblé nació el 25 de enero de 1943 en El Bronx, Nueva York. A los 3 años contrajo polio, pasando un año en un pulmón de acero y otro año y medio en un hospital. Después de graduarse, asistió a la Escuela de Arte Ridgewoody a la Liga de estudiantes de arte de Nueva York.
El estilo de Campanelli fue conocido como superrealismo o fotorrealismo y fue más conocida por sus naturalezas muertas de objetos comunes encontrados en la naturaleza, como fósiles, conchas, nidos de pájaros y similares. Estuvo influenciada por Piet Mondrian, así como por el naturalismo y su creencia en el paganismo. Era una pintora meticulosa, que se esforzaba por completar con precisión los detalles minuciosos de sus trabajos. Al principio de su carrera, produjo casi veinte pinturas por año, pero después de 1990, su promedio fue de seis por año. Aun así, vendió más pinturas como artista viva que cualquier otro pintor, con la excepción de Andrew Wyeth. Su grabado más vendido, Wild Rose Berries, vendió casi un millón de copias.
En 1969, Eblé se casó con su compañero pintor Dan Campanelli y se ganaron la vida dando clases de arte y vendiendo pinturas. En 1976, compraron una casa de campo de piedra en Nueva Jersey que estaba abandonada y no tenía electricidad. Como no pudieron conseguir financiación y no tenían ahorros, restauraron el edificio ellos mismos con herramientas manuales. Su trabajo y su hogar aparecieron en Colonial Homes en la edición de marzo/abril de 1981 y en Country Living Magazine en abril de 1985. Ese mismo año, la cadena New Jersey Network produjo un programa de PBS sobre su arte y su vida para la televisión.
Tanto Eblé-Campanelli como su marido estudiaron brujería y rituales precristianos para comprender las prácticas antiguas y apreciar su vida rústica. Investigó y escribió libros, publicando su primer volumen, La Rueda del Año: Vivir la Vida Mágica en 1989. Su libro más popular, Ancient Ways: Reclaiming Pagan Traditions (1991), vendió más de 40.000 copias.
Campanelli murió el 29 de noviembre de 2001, en su casa cerca de Phillipsburg, en Pohatcong Township, Nueva Jersey, por complicaciones relacionadas con su polio.